# カタジナ・ノバク
カタジナ・ノバク（Katarzyna Nowak, 1969年1月13日 - ）は、ポーランド・ウッチ出身の元女子プロテニス選手。ポーランドで共産主義が崩壊する前後の時代をまたぎ、当地の女子テニス界のエースとして活動した。シングルス自己最高ランキングは47位で、WTAツアーでコンピューター・ランキングが導入されて以来、最初に世界トップ50に入ったポーランド女性である。ツアー大会では、シングルスで2度の準決勝進出があった。

## 来歴
ノバクの家庭は、父親は元サッカー選手で、趣味としてテニスをたしなみ、母親は経済学者であった。カタジナは10歳から父親の趣味であったテニスを始め、高校卒業後の1988年にプロ選手となり、すぐに女子テニス国別対抗戦・フェデレーションカップのポーランド代表選手に選ばれた。翌1989年、ポーランドの共産主義政権が崩壊し、スポーツ選手を取り巻く環境も一変する。
共産主義崩壊から3年後の1992年、ノバクは全豪オープンを除く4大大会で本戦に出場し、ウィンブルドンで初めて1回戦を突破した。ウィンブルドン選手権終了後、フェデレーションカップがドイツ・フランクフルトで開かれ、ポーランド・チームは「ワールドグループ」のベスト8に進出した。1966年からフェデレーション杯に参加したポーランドの、これまでのチーム最高成績は1974年・1980年・1992年のワールドグループベスト8である。ノバクは12年ぶり3度目のベスト8進出に貢献し、1回戦のイスラエル戦でアンナ・スマシュノワ、2回戦のスウェーデン戦でカタリナ・リンドクイストを破ったが、準々決勝のドイツ戦でシュテフィ・グラフに 0-6, 0-6 で敗れた。（現在のポーランドは、下部ゾーンの1つである「ヨーロッパ・アフリカゾーン」の「グループ1」にいる。）フェデレーションカップの後、バルセロナ五輪にもポーランド代表選手として出場したが、シングルス1回戦でフランス代表のジュリー・アラールに敗れた。
1995年全仏オープンで、カタジナ・ノバクは4大大会の自己最高成績を出した。1回戦でキンバリー・ポー（アメリカ）、2回戦でメレディス・マグラス（アメリカ）を破って勝ち進んだ彼女は、初進出の3回戦で第9シードの伊達公子に 1-6, 3-6 で敗れた。伊達と全仏3回戦を戦った後、ノバクは世界ランキングで自己最高位の「47位」をマークし、女子ツアーのコンピューター・ランキングで50位以内に入った最初のポーランド女性となった。しかし、その後の4大大会では運に恵まれず、1995年全米オープンから1996年ウィンブルドンの4大会連続で1回戦敗退に終わった。1998年に29歳で現役を引退。
ノバクの引退後、1998年にマグダレナ・グジボフスカが世界ランキング「30位」に到達し、2006年にマルタ・ドマホフスカが37位まで上昇した。2008年7月、アグニエシュカ・ラドワンスカがポーランド女性として史上初の世界トップ10入りを達成した。